# Hydrillodes poiensis
Hydrillodes poiensis là một loài bướm đêm trong họ Noctuidae.